# اریک کلپتون
اریک پاتریک کلپتون (به انگلیسی: Eric Patrick Clapton) (زادهٔ ۳۰ مارس ۱۹۴۵) نوازنده گیتار، خواننده، ترانه‌سرا و آهنگساز مشهور راک و بلوز انگلیسی است. او برندهٔ جایزه گرمی و تنها فردی است که سه بار به عضویت تالار مشاهیر راک اند رول درآمده است. وی به‌عنوان یکی از تأثیرگذارترین گیتاریست‌های تمام دوران معرفی شده است.

## آغاز زندگی
اریک پاتریک کلپتون در ۳۰ مارس ۱۹۴۵ در ریپلی انگلستان به‌دنیا آمد. مادر او Patricia Molly Clapton هنگام تولد فرزندش ۱۶ سال داشت و پدر او Edward Walter Fryer سربازی بود که هنگام جنگ جهانی از کانادا به انگستان رفته و پس از پایان جنگ به کانادا بازگشت.
اریک توسط مادربزرگ و پدربزرگ خود٫درحالی که تا سنین نوجوانی گمان می‌کرد آن‌ها پدر و مادر واقعی او هستند بزرگ شد. بعدها مادرش که اریک گمان می‌کرد خواهرش است٫ با سرباز کانادایی دیگری ازدواج کرد و با مهاجرت به آلمان اریک را با مادربزرگ و پدربزرگ خود تنها گذاشت.
اریک اولین گیتار آکوستیک خود را از مادربزرگش برای تولد ۱۳ سالگی‌اش هدیه گرفت اما دشواری نواختن بر روی سیم‌های زبر و سخت آن علاقه او را برای مدتی کوتاه از بین برد. اما دو سال بعد دوباره نواختن را به‌صورت مداوم در پی گرفت. او در جوانی به موسیقی بلوز علاقه‌مند بود و نخستین تجربه‌های خود را در نواختن بر روی آثار بلایند لمون جفرسون و بی.بی. کینگ کسب کرد. او با بارها گوش‌دادن به آهنگ‌های ضبط شده و تمرین از روی آن‌ها نواختن گیتار را فرا گرفت.
او در سال ۱۹۶۱ وارد کالج هنری کینگستون شد ولی در پایان سال تحصیلی به‌دلیل تمرکز فقط بر روی موسیقی و بی‌توجهی به دروس هنر، از کالج اخراج شد. در همین زمان بود که نوازندگی او به‌دلیل حرفه‌ای شدن مورد توجه قرار گرفت و در سال ۱۹۶۳ به گروه The Roosters پیوست. البته همکاری او با این گروه تنها ۷ ماه به‌طول انجامید.

## زندگی حرفه‌ای
از مهم‌ترین گروه‌هایی که اریک در دهه ۶۰ با آن‌ها همکاری کرد می‌توان به دو فوق گروه The Yardbirds و Cream اشاره کرد. موسیقی او در این دو گروه بسیار زیباتر از گروه‌های دیگر دهه ۶۰ مرتبط با اریک بود. با وجود اینکه در آن سال‌ها موسیقی او بازار خوبی نداشت اما نام اریک کلپتون در بین موزیسین‌های دهه ۱۹۶۰ از اعتبار و جایگاه ویژه ای برخوردار بود.
در نیمه دوم دهه ۶۰ اریک تصمیم گرفت با پیوستن به گروه Blind Faith به بلوز کلاسیک بپیوندد ولی این گروه نیز با انتشار یک آلبوم موفق اریک را خیلی زود خسته کرد و برای مدتی در چند گروه سرگردان شد.

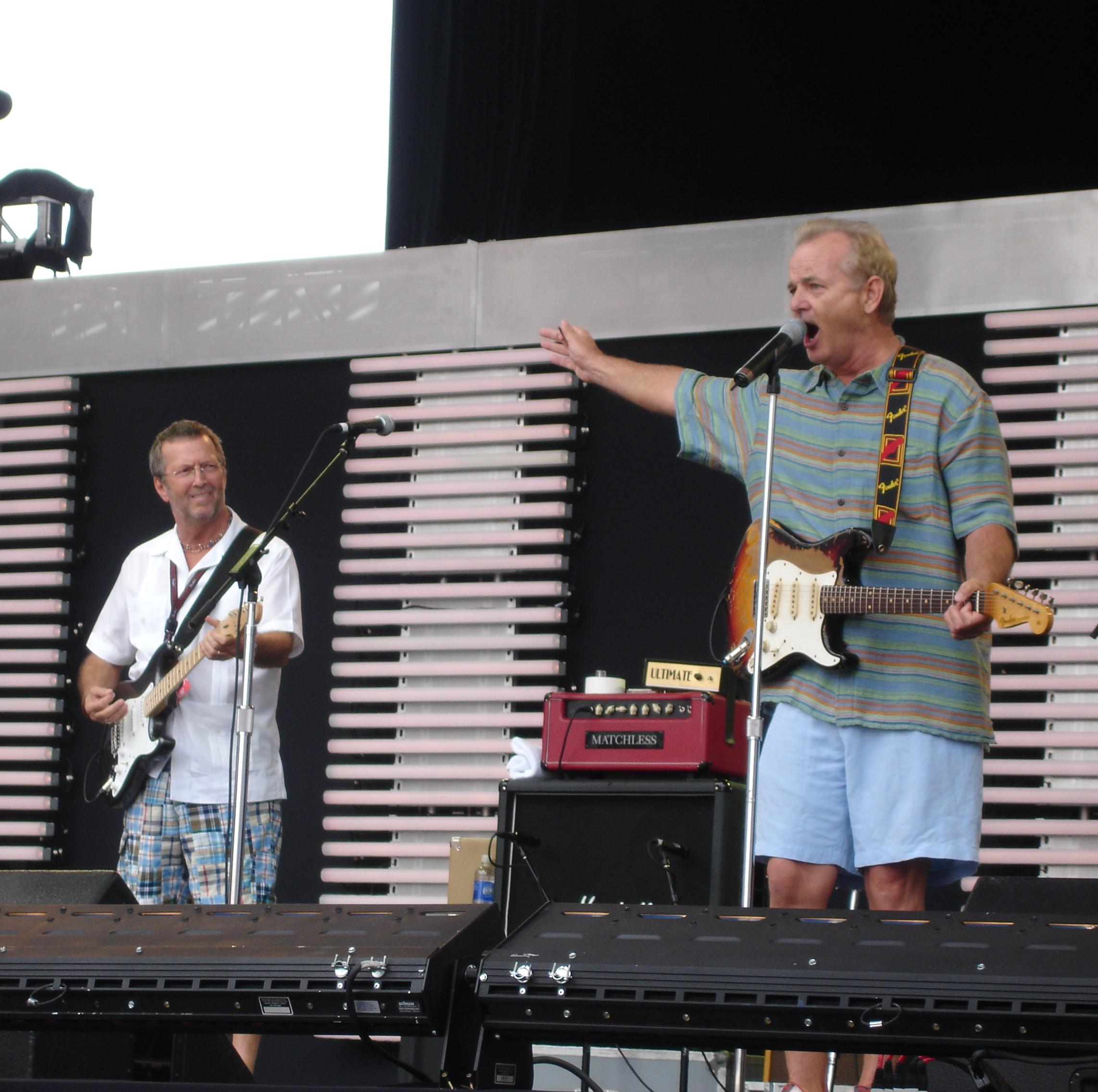
اریک کلپتون در فستیوال موسیقی کراسرود. ۲۰۰۷

او در اواخر دهه ۶۰ و اوایل دهه ۷۰ میلادی اولین آلبوم سولوی خود را که همنام خودش بود روانه بازار کرد که در Top 15 آمریکا و Top 20 بریتانیا قرار گرفت.
در اواسط سال ۱۹۷۰ میلادی بود که اریک تصمیم به تشکیل فوق گروه Derek and the Dominos گرفت که حاصل آن ۴ آلبوم موفق استودیویی و زنده بود. تک آهنگ Layla هم اثر بسیار موفق او در همین دوران بود.
اریک تمام سال ۱۹۷۱ را به دلیل اعتیاد شدید در خانه‌اش در ریپلی گذراند. اما سال ۱۹۷۲ برای او پر ثمر تر بود و آلبوم History Of Clapton اثر او در این سال است. او در سال‌های اولیه دهه ۷۰ ضربات روحی زیادی خورد که از جمله آن‌ها می‌توان به مرگ زود هنگام و مشکوک به خودکشی جیمی هندریکس در سپتامبر ۱۹۷۰، مرگ دوئن آلمن در اکتبر ۱۹۷۱ که در یک حادثه موتور سواری رخ داد و مرگ پدربزرگش که برای او بسیار دوست داشتنی بود اشاره کرد.
در ژانویه ۱۹۷۳ پیت تاون زند گیتاریست گروه The Who با هدف ایجاد انگیزه در اریک کنسرت بزرگی ترتیب داد که در آن استیو وینوود بیسیست، ران وود، جیم کپلدی درامر و ریک گرچ بیسیست و ویولونیست نیز حضور داشتند. این کنسرت چنان امیدی در اریک پدیدآورد که بتواند معالجات اعتیادش را با موفقیت به اتمام برساند.
پس از پشت سر گذاشتن بحران‌های زندگی او کار موزیکش را در ژوئیه ۱۹۷۴ و با عرضه آلبوم استودیویی جدیدش به نام 461 Ocean Boulevard باعث شد تا اریک کلپتون تمام نشود. از دیگر کارهای زیبای او در دهه ۷۰ می‌توان به Wonderful Tonight, Cocaine , Bell Bottom Blues ,Tell The Truth و… اشاره کرد.
در سال ۱۹۷۶ هم او در آلبومی به نام No Reason To Cry با باب دیلن و رانی (ران) وود همکاری کرد.
از کارهای او در دهه ۸۰ می‌شود به همکاری او با دو موزیسین بزرگ به نامهای راجر واترز و فیل کالینز اشاره کرد که برای هر سه اینها موفقیت بزرگی محسوب می‌شد.

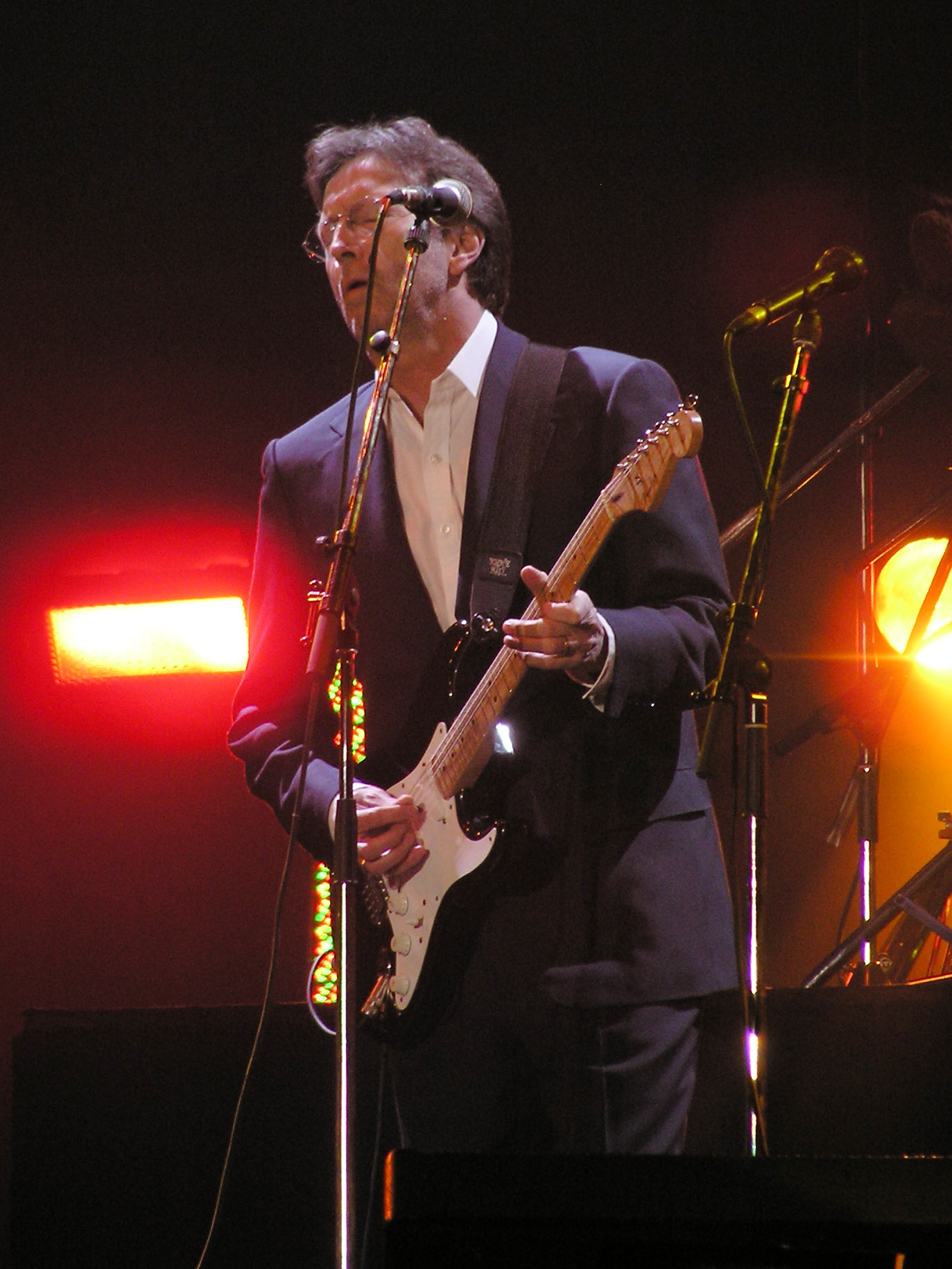

اما دهه ۹۰ برای او از نظر زندگی شخصی همراه با اتفاقات بدی بود؛
ابتدا مرگ استیوی ری ون و مهم‌تر از آن سقوط پسر پنج ساله اش از آسمان خراشی در نیو یورک که برای او ضربه روحی مهلکی بود؛ او آهنگ اشک‌ها در بهشت را به همین خاطر تهیه و اجرا کرد.
از دیگر فعالیت‌های او در دهه ۹۰ را می‌توان به اجرای دو کنسرت تاریخی به نامهای ۲۴ شب و Unplugged اشاره کرد. همچنین موزیک متن فیلم Rush و آلبوم بلوز بسیار موفق" از گهواره "و آلبوم Pilgrim از فعالیت‌های موفق کلپتون در دهه ۹۰ محسوب می‌شود. آهنگ‌های Change The World و My Father's Eyes هم محصول دهه ۹۰ است.
دهه ۲۰۰۰ هم موج دیگری از فعالیت‌های مختلف کلپتون را به خود دید. از اجرای تورهای موفق مخصوصاً تور Crossroads و همچنین آلبوم‌های مختلف از جمله Reptile تا فعالیت‌های خیر خواهانه در زمینه مبارزه با مواد مخدر و الکل.
آلبوم سال ۲۰۰۴ او به نام " من و آقای جانسون " است. در این آلبوم او کارهای رابرت جانسون را کاور کرده که با استقبال عمومی مواجه شد.
اریک کلپتون تنها کسی است که نامش سه بار در تالار افتخارات راک اند رول ثبت شده.
او در ابتدا در سال ۱۹۹۲ به دلیل عضویت در گروه افسانه‌ای The Yardbirds این افتخار نصیبش شد سپس در سال ۱۹۹۳ به دلیل عضویت در سوپر گروه خامه (Cream) دو عنوانه شد و بالاخره در سال ۲۰۰۰ به دلیل فعالیت‌های سولو در این زمینه رکورد دار شد.

## ترانه‌شناسی

### آلبوم‌های استودیویی انفرادی
- اریک کلاپتون (۱۹۷۰)

- 461 Ocean Boule461vard (1974)
- در هر جمعیت یک نفر وجود دارد (۱۹۷۵)
- دلیلی برای گریه نیست (۱۹۷۶)
- آهسته (۱۹۷۷)
- بی پشت (۱۹۷۸)
- یک بلیط دیگر (۱۹۸۱)
- پول و سیگار (۱۹۸۳)
- پشت خورشید (۱۹۸۵)
- آگوست (۱۹۸۶)
- مسافر (۱۹۸۹)
- راش (۱۹۹۲، سندترک)
- از گهواره (۱۹۹۴)
- زائر (۱۹۹۸)
- خزنده (۲۰۰۱)
- من و آقای جانسون (۲۰۰۴)
- جلسات برای رابرت جی (۲۰۰۴)
- بازگشت به خانه (۲۰۰۵)
- کلاپتون (۲۰۱۰)
- جوراب قدیمی (2013)[۵]
- من هنوز انجام می‌دهم (۲۰۱۶)
- کریسمس مبارک (۲۰۱۸)

## آثار کلپتون درایران
از معروفترین آثار وی در ایران می‌توان موسیقی سریال لبه تاریکی را نام برد.
وی در دو آهنگ خود به نام «Layla» و «I am yours» از اشعار شاعر ایرانی، نظامی گنجوی الهام گرفته است.

## کلپتون و رابرت جانسون
او از نوجوانی نواختن ترانه‌های رابرت جانسون را با گوش دادن مکرر، فرا گرفته بود.
در سال ۲۰۰۴، آلبوم Sessions For Robert.J روانه بازار شد؛ که در آن، کلپتون همراه با گروه خود، ترانه‌های رابرت جانسون را با تنظیمات مختلف اجرا کرده‌اند.
مجله رولینگ استون در سال ۲۰۰۳ و در رده‌بندی ۱۰۰ گیتاریست برتر تمامی دوران، اریک کلپتن را در رتبه دوم قرار داد.
همچنین مجله تایم هم او را در سال ۲۰۱۱ در رتبهٔ دوم قرار داد

## کتاب کنددست
کتاب کنددست (زندگی و موسیقی اریک کلاپتون) نوشته فیلیپ نورمن و برگردان شاهین بلوری را انتشارات شباهنگ در سال ۱۴۰۱ منتشر کرده است.